# (59390) Habermas
(59390) Habermas  es un asteroide perteneciente al cinturón de asteroides, descubierto el 24 de marzo de 1999 por Matteo Santangelo desde el Observatorio de Monte Agliale, en Italia.

## Designación y nombre
Habermas se designó al principio como 1999 FR21.
Más adelante fue nombrado en honor al filósofo y sociólogo alemán  Jürgen Habermas (n. 1929).

## Características orbitales
Habermas orbita a una distancia media del Sol de 2,9361 ua, pudiendo acercarse hasta 2,6313 ua y alejarse hasta 3,2409 ua. Tiene una excentricidad de 0,1038 y una inclinación orbital de 6,4118° grados. Emplea en completar una órbita alrededor del Sol 1837 días.

## Características físicas
Su magnitud absoluta es 14,3.